# Sassacus aztecus
Sassacus aztecus là một loài nhện trong họ Salticidae.
Loài này thuộc chi Sassacus. Sassacus aztecus được Richman miêu tả năm 2008.